# Elías Montecinos Matus
Elías Montecinos Matus (Linares, 30 de junio de 1881 - Santiago, 3 de abril de 1942). Obrero y político socialista chileno. Hijo de Juan de Dios Montecinos Berríos y de María Matus Rodríguez. Casado con Enriqueta Bernier Martínez (1910).
Educado en la Facultad de Derecho de la Universidad de Chile, donde se graduó de abogado (1909). Se dedicó varios años al ejercicio privado de su profesión.
Militante del Partido Radical. Se desempeñó como abogado de la Municipalidad de Imperial (1928-1933). Secretario de la Gobernación de Temuco (1935-1937).
Elegido Diputado por la 21.ª agrupación departamental de Temuco, Imperial y Villarrica (1941-1945). Integró la comisión permanente de Constitución, Legislación y Justicia.
Falleció en abril de 1942 y se abrió la disputa electoral complementaria, donde el radical Federico Brito Salvo logró vencer al liberal Juan Silva Pinto para reemplazarlo en el cargo, asumiendo el 1 de julio de 1942.